# Fabrizio Poletti
Fabrizio Poletti (* 13. Juli 1943 in Gavello) ist ein ehemaliger italienischer Fußballspieler und -trainer.

## Spielerkarriere

### Im Verein
Fabrizio Poletti wurde 1961 von der AC Turin verpflichtet, die ihn zuerst an die AC Asti in die Serie D auslieh. Von 1962 bis 1971 spielte er dann für Torino. Mit dem Klub gewann er 1967/68 und 1970/71 die Coppa Italia.
1971 wechselte Poletti zur US Cagliari, 1974 zu Sampdoria Genua, wo er 1975 seine aktive Laufbahn beendete.

### In der Nationalmannschaft
Fabrizio Poletti debütierte am 16. Juni 1965 gegen Schweden in der italienischen Nationalmannschaft. 
1970 stand er im Kader der Italiener, der bei der Weltmeisterschaft in Mexiko unter Ferruccio Valcareggi Vizeweltmeister wurde. Im sogenannten Jahrhundertspiel gegen Deutschland wurde er in der 91. Spielminute eingewechselt.
Insgesamt bestritt Poletti sechs Spiele für die Squadra Azzurra.

## Trainerlaufbahn
Im Jahr 1993 war Poletti Trainer beim costa-ricanischen Verein Deportivo Saprissa.

## Erfolge
- Vize-Weltmeister: 1970
- Coppa Italia: 1962/63, 1967/68, 1970/71

## Trivia
- Am Abend des 15. Oktober 1967 war Fabrizio Poletti in Turin in einen Verkehrsunfall verwickelt und wurde dabei leicht verletzt. Sein damaliger Mannschaftskollege Gigi Meroni starb.